# Episodi di Trapper John (quinta stagione)
La quinta stagione della serie televisiva Trapper John è stata trasmessa in anteprima negli Stati Uniti d'America dalla CBS tra il 2 ottobre 1983 e il 6 maggio 1984.
| nº | Titolo originale                     | Titolo italiano | Prima TV USA     | Prima TV Italia |
| -- | ------------------------------------ | --------------- | ---------------- | --------------- |
| 1  | I Only Have Ice for You              |                 | 2 ottobre 1983   |                 |
| 2  | ...And for Loyal and Devoted Service |                 | 9 ottobre 1983   |                 |
| 3  | All About Everett                    |                 | 16 ottobre 1983  |                 |
| 4  | May Divorce Be with You              |                 | 23 ottobre 1983  |                 |
| 5  | What a Difference a Day Makes        |                 | 30 ottobre 1983  |                 |
| 6  | The Final Cut                        |                 | 6 novembre 1983  |                 |
| 7  | Old Man Liver                        |                 | 13 novembre 1983 |                 |
| 8  | The Agony of D'Feet                  |                 | 20 novembre 1983 |                 |
| 9  | Mother Load                          |                 | 27 novembre 1983 |                 |
| 10 | Fat Chance                           |                 | 4 dicembre 1983  |                 |
| 11 | Supernurse                           |                 | 11 dicembre 1983 |                 |
| 12 | Special Delivery                     |                 | 1º gennaio 1984  |                 |
| 13 | Play Your Hunch                      |                 | 8 gennaio 1984   |                 |
| 14 | A Little Knife Music                 |                 | 15 gennaio 1984  |                 |
| 15 | Where There's a Will                 |                 | 29 gennaio 1984  |                 |
| 16 | Send in the Clowns                   |                 | 12 febbraio 1984 |                 |
| 17 | This Gland Is Your Gland             |                 | 4 marzo 1984     |                 |
| 18 | The Fred Connection                  |                 | 11 marzo 1984    |                 |
| 19 | The Jackpot Pays Off                 |                 | 18 marzo 1984    |                 |
| 20 | I Do, I Don't                        |                 | 25 marzo 1984    |                 |
| 21 | It's About Time                      |                 | 1º aprile 1984   |                 |
| 22 | Aunt Mildred Is Watching             |                 | 6 maggio 1984    |                 |